# بيتار موسى
بيتار موسى هو لاعب كرة قدم كرواتي في مركز الهجوم، ولد في 4 مارس 1998 في زغرب في كرواتيا. لعب مع سلافيا براغ ونادي بوافيشتا.

## وصلات خارجية
- بيتار موسى على موقع الاتحاد الأوربي (الإنجليزية)
- بيتار موسى على موقع اتحاد كرواتيا (الكرواتية)
- بيتار موسى على موقع الدوري الأمريكي (الإنجليزية)
- بيتار موسى على موقع قاعدة بيانات كرة القدم.إي يو (الإنجليزية)
- بيتار موسى على موقع ناشيونال فوتبول تيمز (الإنجليزية)
- بيتار موسى على موقع Soccerway.com (الإنجليزية)
- بيتار موسى على موقع عالم كرة القدم.نت (الإنجليزية)